# Глет

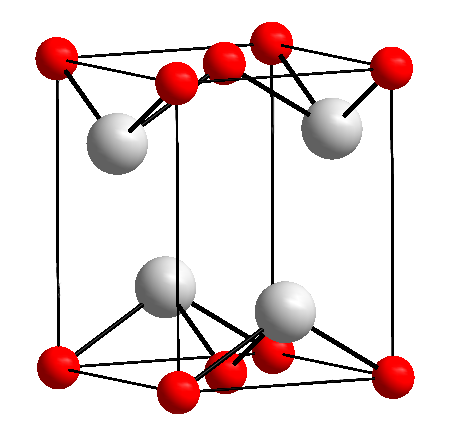
Структура

Глет (рос. глёт; англ. litharge; нім. Glätte f) — мінерал.

## Загальний опис мінералу
Низькотемпературна модифікація оксиду свинцю шаруватої будови, диморфний з масикотом.
Хімічна формула: PbO. Містить (%): Pb — 92,83; O — 7,17.
Густина 9,13.
Знайдений в Форт-Тейон (шт. Каліфорнія, США).
Рідкісний.

## Штучний глет
Штучний PbO, може бути отримано шляхом нагрівання металевого свинцю на повітрі при прибл. 600 °С (свинець плавиться при 300 °C). При цій температурі він також є кінцевим продуктом окиснення інших оксидів свинцю на повітрі.
PbO2 -(293 °C)→ Pb12O19 -(351 °C)→ Pb12O17 -(375 °C)→ Pb3O4 -(605 °C)→ PbO

## Цікаво
У середні віки за Агріколою Spuma argenti («Срібна піна») — свинцевий глет, оксид свинцю при вилученні срібла зі сріблястого свинцю (веркблею).